# (6325) 1991 EA1
(6325) 1991 EA1 (1991 EA1, 1989 WR4) — астероїд головного поясу.
Тіссеранів параметр щодо Юпітера — 3,299.